# Ägypten-Rundfahrt
Die Ägypten-Rundfahrt (arabisch طواف مصر) ist ein Straßenradrennen in Ägypten. Sie ist eines der ältesten Etappenrennen in Afrika. Seit 1954, als Oberstleutnant Gamal Abdel Nasser die Macht übernahm, findet das Rennen jährlich im Februar oder März statt. Es zählt zur UCI Africa Tour und ist in die Kategorie 2.2 eingestuft. Rekordsieger sind der Schweizer Urs Dietschi und der Ägypter Amr Elnady, der bisher als einziger Ägypter überhaupt gewann.

## Siegerliste
| Jahr      | Sieger                 | Zweiter                  | Dritter                   |
| --------- | ---------------------- | ------------------------ | ------------------------- |
| 1951      | Mieczysław Wilczewski  |                          |                           |
| 1952–1953 | nicht ausgetragen      |                          |                           |
| 1954      | René Van Meenen        | Emiel Van Cauter         | Ted Gerrard               |
| 1955      | Hans Andresen          | Bojan Kozew              | Shelzy Shingally          |
| 1956      | Nentscho Christow      | Bojan Kozew              | Marian Więckowski         |
| 1957      | Werner Malitz          | Horst Tüller             | Stojan Demirew            |
| 1958      | Anatoli Olisarenko     | Alexej Petrow            | Bojan Kozew               |
| 1959      | Gerhard Löffler        | Alexej Petrow            | Nikolaï Etschenko         |
| 1960      | Kurt Müller            | Manfred Brüning          | Wolfgang Braune           |
| 1961      | Andrzej Piechaczek     | Alexander Kulibin        | Klaus Kellermann          |
| 1962      | Lothar Appler          | Jože Šebenik             | Gottfried Frank           |
| 1963–1974 | nicht ausgetragen      |                          |                           |
| 1975      | Urs Dietschi           | Bruno Keller             | S. El Atawi               |
| 1976      | Urs Dietschi           | Erol Kugidbakirgi        | Yussuf Egevit             |
| 1977–1978 | nicht ausgetragen      |                          |                           |
| 1979      | Ryszard Szurkowski     | …                        | …                         |
| 1981–1982 | nicht ausgetragen      |                          |                           |
| 1983      | Waldemar Deleżyński    | …                        | …                         |
| 1984–1985 | nicht ausgetragen      |                          |                           |
| 1986      | Gintautas Umaras       | Vassili Schpundov        | Marat Saidowitsch Ganejew |
| 1987–1995 | nicht ausgetragen      |                          |                           |
| 1996      | Juri Sinoukow          | Valeri Makarian          | Olivier Martinez          |
| 1997      | Sergei Sinoukov        | Alexandre Arakelian      | Leonid Timichenkov        |
| 1998      | Wadim Krawtschenko     | Miloslav Kejval          |                           |
| 1999      | Amr Elnady             | Mohamed Abdel Fattah     | Ahmed Mohamed Khaled      |
| 2000      | Remigijus Lupeikis     | Mikoš Rnjaković          | Piotr Wadecki             |
| 2001      | Amr Elnady             | Mohamed Abdel Fattah     | Wadim Krawtschenko        |
| 2002      | Radovan Husár          | Ahmed Rashad             | Wadim Krawtschenko        |
| 2003      | Tiaan Kannemeyer       | Maroš Kováč              | Ján Šipeky                |
| 2004      | Maroš Kováč            | Sergei Tretjakow         | Pawel Newdach             |
| 2005      | Sergei Tretjakow       | Sergei Lawrenenko        | Jamie Ball                |
| 2006      | Ilja Tschernyschow     | Shaun Dawel              | Waleri Dmitrijew          |
| 2007      | Waylon Woolcock        | Ján Šipeky               | Daniel Spence             |
| 2008      | Jay Robert Thomson     | Ayman Ben Hassine        | Pawel Newdach             |
| 2009      | Christoph Springer     | Amr Achmed               | Mustafa Güler             |
| 2010–2014 | nicht ausgetragen      |                          |                           |
| 2015      | Francisco Mancebo      | Soufiane Haddi           | Andrea Palini             |
| 2016      | Mounir Makhchoun       | Adne van Engelen         | Pascal Aandewiel          |
| 2017–2018 | nicht ausgetragen      |                          |                           |
| 2019      | Polychronis Tzortzakis | Yousef Mirza Bani Hammad | Igor Silva                |
| 2020–2024 | nicht ausgetragen      |                          |                           |